# Perri O’Shaughnessy
Perri O’Shaughnessy ist das Pseudonym der beiden US-amerikanischen Schwestern und Schriftstellerinnen Pamela und Mary O’Shaughnessy.

## Leben und Wirken
Mary O’Shaughnessy studierte Literaturwissenschaften und arbeitete jahrelang als Redakteurin in verschiedenen Verlagen. Parallel dazu schrieb sie Drehbücher und zeichnete für die Texte mehrerer Multimedia-Projekte verantwortlich.
Pamela O’Shaughnessy studierte Rechtswissenschaften an der Harvard University und arbeitete nach erfolgreich Abschluss ihres Studiums beinahe zwanzig Jahre als Anwältin.
Beide Schwestern begannen bereits während ihres Studiums zu schreiben; erst für sich allein, später versuchten sie es gemeinsam. Sie konnten mit großem Erfolg als Autorinnen reüssieren und diesen Erfolg auch wiederholen. Neben vielen Erzählungen und Kurzgeschichten gilt der Nina-Reilly-Zyklus als ihr Hauptwerk.
Die beiden Schwestern leben in Nordkalifornien.

## Werke (Auswahl)
Kurzgeschichten
- Sinister Shorts. Shortstories. Delacorte Press, New York 2006, ISBN 0-385-33797-3.[1]

Nina-Reilly-Zyklus
- Motion to suppress. Delacorte Press, New York 1995, ISBN 0-38531-410-8.
  - Die Verhandlung. Verlag Volk und Welt, Berlin 1996, ISBN 3-353-01041-6.
- Invasion of privacy. Headline Book Publ., London 1996, ISBN 0-7472-4756-0.
  - Verletzung der Privatsphäre. Goldmann, München 1999, ISBN 3-442-44208-7.
- Obstruction of Justice. Delacorte Press, New York 1997, ISBN 0-38531-870-7.
  - Mildernde Umstände. Goldmann, München 2001, ISBN 3-442-44209-5.
- Breach of promise. Delacorte Press, New York 1998, ISBN 0-38531-872-3.
  - Auf Treu und Glauben. Goldmann, München 2002, ISBN 3-442-45243-0.
- Acts of malice. Delacorte Press, New York 1999, ISBN 0-38533-276-9.
  - In böser Absicht. Goldmann, München 2002, ISBN 3-442-45242-2.
- Move to strike. Delacorte Press, New York 2000, ISBN 0-38533-277-7.
  - Zeugin wider Willen. Goldmann, München 2002, ISBN 3-442-45241-4.
- Writ to execution.  Delacorte Press, New York 2001, ISBN 0-38533-483-4.
  - Nur der Tod war Zeuge. Goldmann, München 2004, ISBN 3-442-45310-0.
- Unfit to practice. Delacorte Press, New York 2002, ISBN 0-38533-484-2.
- Presumption of death. Delacorte Press, New York 2003, ISBN 0-38533-645-4.
  - Die Flammen des Neids. Goldmann, München 2005, ISBN 3-442-45660-6.
- Unlucky in law. Delacorte Press, New York 2004, ISBN 0-38533-646-2.
  - Im Gewand des Todes. Goldmann, München 2005, ISBN 3-442-46018-2.
- Case of lies. Delacorte Press, New York 2005, ISBN 0-38533-795-7.
  - Gefährliche Lügen. Goldmann, München 2006, ISBN 3-442-46019-0.
- Show no fear. Pocket Books, New York 2008, ISBN 978-1-4165-4439-5.
- Dreams of the dead. Pocket Books, New York 2011, ISBN 978-1-4165-4974-1.

Einzelwerke
- Keeper of the keys. Novel. Delacorte Press, New York 2007, ISBN 978-0-38533-796-0.
  - Wo die Toten ruhen. Psychothriller. Goldmann, München 2007, ISBN 978-3-442-46390-9.